# Pardosa jaikensis
Pardosa jaikensis là một loài nhện trong họ Lycosidae.
Loài này thuộc chi Pardosa. Pardosa jaikensis được A. V. Ponomarev miêu tả năm 2007.